# К-284 «Акула»
| К-284 «Акула»                                                                    | К-284 «Акула»                                                               | К-284 «Акула»                                                               |
| -------------------------------------------------------------------------------- | --------------------------------------------------------------------------- | --------------------------------------------------------------------------- |
| К-284 «Акула»                                                                    |                                                                             |                                                                             |
|                                                                                  |                                                                             |                                                                             |
| Схематичне зображення російського атомного підводного човна проєкту 971 «Щука-Б» |                                                                             |                                                                             |
| Верф                                                                             | завод № 199, Комсомольськ-на-Амурі                                          | завод № 199, Комсомольськ-на-Амурі                                          |
| Під прапором                                                                     | СРСР Росія                                                                  | СРСР Росія                                                                  |
| Належність                                                                       | Військово-морський флот СРСР · Військово-морські сили Російської Федерації  | Військово-морський флот СРСР · Військово-морські сили Російської Федерації  |
| Порт приписки                                                                    | Вілючинськ, Бухта Крашеніннікова                                            | Вілючинськ, Бухта Крашеніннікова                                            |
| Закладений                                                                       | 11 листопада 1983                                                           | 11 листопада 1983                                                           |
| Спуск на воду                                                                    | 22 липня 1984                                                               | 22 липня 1984                                                               |
| Введений до складу флоту                                                         | 30 грудня 1984                                                              | 30 грудня 1984                                                              |
| Виведений зі складу флоту                                                        | 1994 року виведений зі складу флоту                                         | 1994 року виведений зі складу флоту                                         |
| На службі                                                                        | 1984–1994                                                                   | 1984–1994                                                                   |
| Сучасний статус                                                                  | 2008 року утилізований                                                      | 2008 року утилізований                                                      |
| Бойовий досвід                                                                   | Холодна війна                                                               | Холодна війна                                                               |
| Проєкт                                                                           |                                                                             |                                                                             |
| Тип ПЧ                                                                           | багатоцільовий атомний підводний човен                                      | багатоцільовий атомний підводний човен                                      |
| Розробник проєкту                                                                | СПМБМ «Малахіт»                                                             | СПМБМ «Малахіт»                                                             |
| Класифікація НАТО                                                                | Akula-II                                                                    | Akula-II                                                                    |
| Основні характеристики                                                           |                                                                             |                                                                             |
| Швидкість (надводна)                                                             | 16,5 вузлів (30,5 км/год)                                                   | 16,5 вузлів (30,5 км/год)                                                   |
| Швидкість (підводна)                                                             | 27 вузлів (50 км/год)                                                       | 27 вузлів (50 км/год)                                                       |
| Робоча глибина занурення                                                         | 520 м                                                                       | 520 м                                                                       |
| Гранична глибина занурення                                                       | 600 м                                                                       | 600 м                                                                       |
| Автономність плавання                                                            | 100 діб                                                                     | 100 діб                                                                     |
| Екіпаж                                                                           | 73 особи                                                                    | 73 особи                                                                    |
| Розміри                                                                          |                                                                             |                                                                             |
| Довжина найбільша (по КВЛ)                                                       | 110,3 м                                                                     | 110,3 м                                                                     |
| Ширина корпусу найб.                                                             | 13,6 м                                                                      | 13,6 м                                                                      |
| Середня осадка (по КВЛ)                                                          | 9,6 м                                                                       | 9,6 м                                                                       |
| Водотоннажність надводна                                                         | 8 140 т                                                                     | 8 140 т                                                                     |
| Водотоннажність підводна                                                         | 12 770 т                                                                    | 12 770 т                                                                    |
| Силова установка                                                                 |                                                                             |                                                                             |
| Атомна: 1 × ядерний ректор ОК-650Б3                                              |                                                                             |                                                                             |
| Гвинти                                                                           | 2                                                                           | 2                                                                           |
| Потужність                                                                       | 190 МВт                                                                     | 190 МВт                                                                     |
| Озброєння                                                                        |                                                                             |                                                                             |
| Торпедно- мінне озброєння                                                        | 4 × 650-мм торпедні апарати (12 торпед) і 4 × 533-мм ТА калібру (28 торпед) | 4 × 650-мм торпедні апарати (12 торпед) і 4 × 533-мм ТА калібру (28 торпед) |
| Ракетне озброєння                                                                | ракетний комплекс морського базування РК-55 «Гранат»                        | ракетний комплекс морського базування РК-55 «Гранат»                        |
| ППО                                                                              | ПЗРК «Стріла-3М»                                                            | ПЗРК «Стріла-3М»                                                            |

К-284 «Акула» (рос. К-284 «Акула») — радянський та російський багатоцільовий атомний підводний човен проєкту 971 «Щука-Б». Закладений 11 листопада 1983 року на заводі заводі № 199 у Комсомольськ-на-Амурі під номером 501. 22 липня 1984 року спущений на воду. 30 грудня 1987 року включений до складу Тихоокеанського флоту ВМФ СРСР.